# Primaleone
Il Primaleone è un poema romanzesco di Ludovico Dolce, pubblicato nel 1562 per i tipi di Giolito. Costituisce il sequel del Palmerino. 